# Szerelem és barátság (film)
A Szerelem és barátság (eredeti cím: Love & Friendship) 2016-ban bemutatott ír–francia–holland filmvígjáték, amelyet Whit Stillman írt és rendezett. Bár a film Jane Austen Lady Susan című művének adaptációja, mégis az írónő hasonló elnevezésű regényéről kapta címét.
A főbb szerepekben Kate Beckinsale, Xavier Samuel, Emma Greenwell, Morfydd Clark, Jemma Redgrave, Tom Bennett, James Fleet, Justin Edwards, Jenn Murray, Stephen Fry és Chloë Sevigny látható.
Az Amerikai Egyesült Államokban 2016. május 13-án mutatták be a mozikban.

## Cselekmény
A történet az 1790-es évek Angliájában játszódik. Lady Susan Vernon gyönyörű özvegyasszony, férje nemrég hunyt el. Susan vidéki rokonai birtokára utazik, azzal a céllal, hogy önmagának és lányának, Federicának is megfelelő férjet találjon.

## Szereplők
| Szereplő                  | Színész         | Magyar hang        |
| ------------------------- | --------------- | ------------------ |
| Lady Susan Vernon         | Kate Beckinsale | Németh Borbála     |
| Alicia Johnson            | Chloë Sevigny   | Pálfi Kata         |
| Reginald DeCourcy         | Xavier Samuel   | Haumann Máté       |
| Mr. Johnson               | Stephen Fry     | Várkonyi András    |
| Catherine DeCourcy Vernon | Emma Greenwell  | Pap Katalin        |
| Frederica Vernon          | Morfydd Clark   | Törőcsik Franciska |
| Sir Reginald DeCourcy     | James Fleet     | Csankó Zoltán      |
| Lady DeCourcy             | Jemma Redgrave  | Kubik Anna         |
| Sir James Martin          | Tom Bennett     | Szatmári Attila    |
| Charles Vernon            | Justin Edwards  | Kapácsy Miklós     |
| Lady Lucy Manwaring       | Jenn Murray     | Andrusko Marcella  |
| Mrs. Cross                | Kelly Campbell  | Kis-Kovács Luca    |
| Owen                      | Ross Mac Mahon  | Király Adrián      |
| Wilson, a lakáj           | Conor Lambert   | Tóth Zoltán        |